# Трилофия
Трилофия, още Трихлево или Трихлово (на гръцки: Τριλοφιά, до 1926 Τρίχλοβο, Трихлово, катаревуса Τρίχλοβον, Трихловон), е село в Република Гърция, дем Александрия, област Централна Македония.

## География
Селото е разположено в областта Урумлък (Румлуки), западно от Бер (Верия), на надморска височина от 20 m.

## История

### В Османската империя
В XIX век Трихлево е село в Османската империя. Александър Синве („Les Grecs de l’Empire Ottoman. Etude Statistique et Ethnographique“) в 1878 година пише, че в Трихлявон (Trihliavon), Китроска епархия, живеят 40 гърци. Според Васил Кънчов („Македония. Етнография и статистика“) в 1900 година Дрихалево е село в Берска каза и в него живеят 35 гърци християни. По данни на секретаря на Българската екзархия Димитър Мишев („La Macédoine et sa Population Chrétienne“) в 1905 година в Дрихалево (Drihalevo) живеят 35 гърци. И Кънчов и Бранков споменават села на име Трихлево, но с българско население - съответно 200 и 320 души и данните може би се отнасят за село Триховища (днес Камбохори), разположено по на север, на самата българо-гръцка езикова граница.

### В Гърция
През Балканската война в 1912 година в селото влизат гръцки части и след Междусъюзническата в 1913 година Трихлово остава в Гърция. След 1923 година в селото са настанени 47 души гърци бежанци.
В 1926 година селото е прекръстено на Трилофия.
Част от землището на селото се напоява. Основно производство е житото.
| Година    | 1913 | 1920 | 1928 | 1940 | 1951 | 1961 | 1971 | 1981 | 1991 | 2001 | 2011 | 2021 |
| --------- | ---- | ---- | ---- | ---- | ---- | ---- | ---- | ---- | ---- | ---- | ---- | ---- |
| Население | 101  | 54   | 148  | 168  | 136  | 213  | 216  | 198  | 221  | 197  | 178  | 182  |